# Presidente del Consiglio dei ministri del Regno d'Italia
Il Presidente del Consiglio dei Ministri del Regno d'Italia, inizialmente solo sul piano politico e poi anche giuridico, era l'organo deputato alla funzione di capo del Governo. 
Nel 1925, con l'ascesa al potere di Benito Mussolini, il nome della carica fu mutato in Capo del Governo Primo Ministro Segretario di Stato. 
Infine nel 1944, in seguito alla caduta del fascismo, il nome fu ripristinato in Presidente del Consiglio dei Ministri Primo Ministro Segretario di Stato, titolo che resterà poi immutato fino alla proclamazione della Repubblica.

## Storia

### L'età liberale
L'incarico di Presidente del Consiglio del Regno di Sardegna venne adottato in via informale fin dal 1848, in seguito all'introduzione dello Statuto Albertino, mentre in epoca ancora precedente si riscontrava la denominazione di Gran Cancelliere o Primo segretario di Stato. In questa fase iniziale al Presidente del Consiglio era riconosciuta de facto una supremazia di carattere politico, ma non giuridica, rispetto agli altri ministri, rispetto ai quali ne era sostanzialmente il portavoce nei confronti della Corona e della Camera dei deputati. Il Presidente del Consiglio inoltre non era l'unica personalità ad avere il potere di proporre la lista dei ministri al re, infatti nella formazione del governo potevano concorrere più persone. Con il susseguirsi dei governi guidati da Camillo Benso, conte di Cavour, tra il 1852 e il 1861 la figura del Presidente del Consiglio acquisì una maggiore autonomia.
In seguito alla proclamazione del Regno d'Italia, la prima affermazione giuridica del ruolo del Presidente del Consiglio si ebbe col regio decreto 28 marzo 1867, n. 3629 del governo Ricasoli II, nel tentativo di garantire maggiore autonomia al Governo nei confronti della Corona. L'attribuzione di una maggiore grado gerarchico e la sostanziale autonomia della figura del Presidente del Consiglio, provocò una crisi di governo e a meno di un mese dall'entrata in vigore, il decreto fu abrogato dal governo Rattazzi II con il regio decreto 28 aprile 1867, n. 3664. Il decreto fu riproposto, opportunamente emendato, dal governo Depretis I con il regio decreto 25 agosto 1876, n. 3289, nel tentativo da parte del Presidente del Consiglio Agostino Depretis di ottenere la leadership della Sinistra del parlamento, egemonizzata da Giuseppe Zanardelli e Giovanni Nicotera. Anche col decreto del 1876 di fatto il Presidente del Consiglio non riuscì a imporsi nei confronti degli altri ministri. Un ulteriore tentativo a vuoto di conferire maggiore autonomia alla figura del Presidente al venne effettuato dal governo Cairoli I, mentre con Francesco Crispi venne consacrata la prassi di attribuire al Presidente del Consiglio alcuni dei ministeri di maggiore importanza.
Il primato del Presidente del Consiglio sugli altri ministri divenne effettivo durante il governo Zanardelli con il regio decreto 14 novembre 1901, n. 466, che ne specificò le competenze aumentandone così l'autorità e l'autonomia.

### Il ventennio fascista
Il titolo di Presidente del Consiglio dei ministri fu sostituito da quello di "Capo del Governo Primo Ministro Segretario di Stato" con la legge 24 dicembre 1925, n. 2263, una delle prime leggi fascistissime. Rispetto all'epoca liberale il Capo del Governo oltre a disporre di una maggiore autonomia era gerarchicamente superiore rispetto agli altri Ministri. 
Il titolo fu in vigore tra il 1925 e il 1944, venendo usato quindi solo da Benito Mussolini e Pietro Badoglio.  

### Il periodo costituzionale transitorio
Con il regio decreto 16 maggio 1944, n. 136, il titolo fu modificato in "Presidente del Consiglio dei ministri Primo Ministro Segretario di Stato". Tale titolo rimase ufficiale per tutti gli altri capi di governo italiani fino alla proclamazione della Repubblica.
Il nuovo titolo fu dunque usato da:
- Pietro Badoglio (3 - 18 giugno 1944, nel governo Badoglio II);
- Ivanoe Bonomi (18 giugno 1944 - 19 giugno 1945, governo Bonomi II e governo Bonomi III);
- Ferruccio Parri (19 giugno - 10 dicembre 1945, governo Parri);
- Alcide De Gasperi (10 dicembre 1945 - 14 luglio 1946, governo De Gasperi I).

Successivamente alla transizione della forma di Stato dell'Italia da monarchia a Repubblica nel 1946, la Commissione dei 75 elaborò un progetto di Costituzione che all'art. 86 propose per il capo del governo italiano il titolo di Primo Ministro, Presidente del Consiglio.
Nonostante ciò, l'Assemblea Costituente nel testo finale della Costituzione ristabilì la denominazione originale di Presidente del Consiglio dei ministri.

## Funzioni
(Art. 6 del Regio decreto 14 novembre 1901, n. 466)
Il regio decreto del 14 novembre 1901, n. 466 definì precisamente le funzioni del Presidente del Consiglio.

### Riferimenti normativi
- Regio decreto 28 marzo 1867, n. 3629, in materia di "attribuzioni della Presidenza del Consiglio dei Ministri"
- Regio decreto 25 agosto 1876, n. 3289, in materia di "oggetti da sottoporsi a deliberazione del consiglio dei ministri"
- Regio decreto 14 novembre 1901, n. 466, in materia di "attribuzioni del Consiglio dei Ministri"
- Legge 24 dicembre 1925, n. 2263, in materia di "Attribuzioni e prerogative del Capo del Governo, Primo Ministro Segretario di Stato"
- Regio decreto 16 maggio 1944, n. 136, in materia di "Modifica dell'art. 2, comma primo, del R. Decreto-legge 2 agosto 1943, n. 704"